# Шевченко Дмитро Олегович
Дмитро Олегович Шевченко (нар. 15 квітня 2000, Київ, Україна) — український футболіст, центральний півзахисник «ВПК-Агро».

## Життєпис
Народився в Києві. В юнацькому чемпіонаті Києва та ДЮФЛУ виступав за ЦСКА, «Атлет» та «Олімпійський коледж імені Івана Піддубного». З 2017 по 2019 рік виступав за юнацьку та молодіжні команди київського «Арсеналу».
Дорослу футбольну кар'єру розпочав 2019 року в «Денгоффі» (с. Денихівка) в чемпіонаті Київської області. З 2020 по 2021 рік виступав в аматорському чемпіонаті України за «Любомир» (Ставище).
На початку березня 2021 року підписав контракт з «ВПК-Агро». У футболці шевченківського клубу дебютував 19 березня 2021 року в програному (0:4) виїзному поєдинку 17-го туру Першої ліги України проти луцької «Волині». Дмитро вийшов на поле на 82-й хвилині, замінивши Івана Тищенка. Першим голом у професіональному футболі відзначився 5 червня 2021 року на 76-й хвилині програного (1:2) домашнього поєдинку 29-го туру Першої ліги України проти херсонського «Кристалу». Шевченко вийшов на поле на 64-й хвилині, замінивши Сергій Палюх.